# NFI (wskaźnik dopasowania modelu)
NFI (akronim od ang. Normed Fit Index, alternatywna nazwa Bentler-Bonett Index) – w modelowaniu równań strukturalnych jest to jeden ze wskaźników dopasowania modelu. Wskaźnik ten przyjmuje wartości od 0 do 1, gdzie 1 oznacza model doskonale dopasowany. 
Twórcami wskaźnika są Peter M. Bentler i Douglas G. Bonett. W 1980 r. opisali go w artykule Significance tests and goodness-of-fit in the analysis of covariance structures.